# Далстон
Далстон је област у лодонској општини Хекни (London Borough of Hackney) у Енглеској. Њене историјске границе су Кингсланд роуд и Кингсланд хај стрит на западу, Лондон филдс на истоку, Даунс парк роуд на северу и границе округа Шордич на југу. Њена главна трговачка улица, Кингсланд хај стрит, прати ток римске улице Ирмајн, и носи путну ознаку А10.